# رنه لنس
رنه لنس (انگلیسی: René Llense; ۱۴ ژوئیهٔ ۱۹۱۳ – ۱۲ مارس ۲۰۱۴) بازیکن فوتبال اهل فرانسه بود.
از باشگاه‌هایی که در آن بازی کرده‌است می‌توان به باشگاه فوتبال سن-اتین اشاره کرد.
وی همچنین در تیم ملی فوتبال فرانسه بازی کرده‌است.